# Norddeutsche Turnmeisterschaften 1934

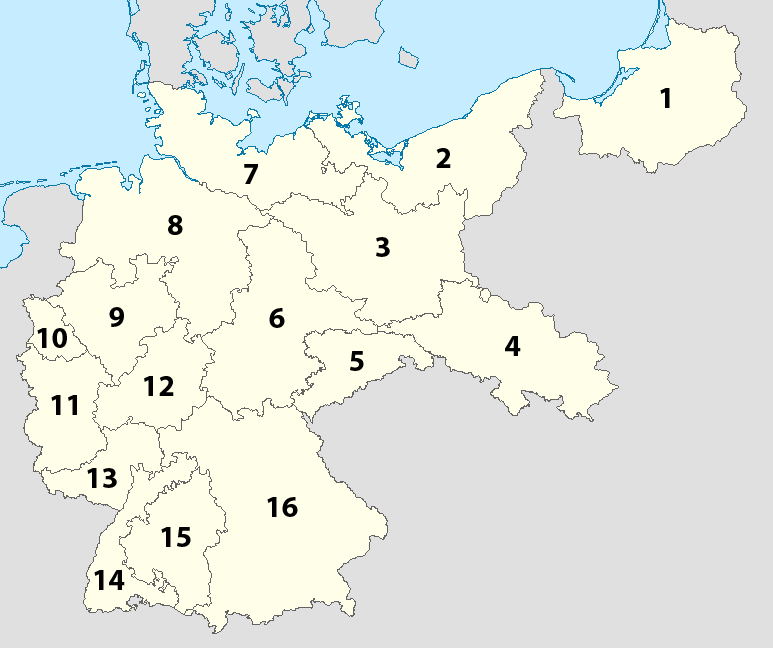
Gebietsstand der Sportbereiche 1933; Gau 7 Nordmark

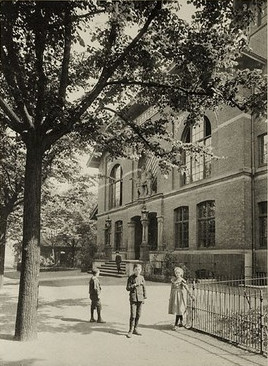
Alte Jahnhalle in Hamburg, 1901

Die ersten Norddeutschen Turnmeisterschaften fanden am 29. April 1934 in Hamburg statt.

## Ablauf
Sie wurden erstmals als Gaugerätemeisterschaften des Gaues 7 – Nordmark – der Deutschen Turnerschaft in der Halle der Hamburger Turnerschaft von 1816 in der damaligen Jahnhalle an der Großen Allee ausgetragen.

## Die Aufgebote
- Hamburger Turnerschaft von 1816 – mit Gericke, Erich Huck, Lahrs, Hugo Lüer, Hans Pfeiffer, Rüger, Kurt Schäfer, W. Schmidt, Max Stebens, Jürgensen.
- Hamburger Turnerschaft Barmbeck-Uhlenhorst – mit Hoffmann, H. Schäfer, A. Schulz.
- Turnerbund Wandsbek 1861 – mit Kilgus.
- Eimsbütteler Turnverband – mit Richter, Robert Smuda.
- Kieler Männerturnverein 1844 – mit Karl Streicher, Wiegand, Seibold, Lucas, Magnussen, Pechtl, Schulz.[2]

## Ergebnis
Gaumeister im Gerätezehnkampf wurde Hans Pfeiffer von der Hamburger Turnerschaft von 1816.
Einzelmeister an der Geräten wurden:
- Reck – Max Stebens, (Hamburger Turnerschaft von 1816)
- Barren – Erich Huck, Hamburger Turnerschaft von 1816
- Pferdsprung – Hubert Reddersen, Turnerbund Eilbek
- Freiübung – Karl Streicher, (Kieler Männerturnverein von 1844)
- Ringe – Karl Streicher und Kurt Schäfer, (Hamburger Turnerschaft von 1816)[3]

Die Einzelwertung:
| Platz | Name                     | Zugehörigkeit | Gesamtpunktzahl |
| ----- | ------------------------ | ------------- | --------------- |
| 1     | Hans Pfeiffer            | Hamburg       | 179,5           |
| 2     | Erich Huck               | Hamburg       | 175,5           |
| 3     | Kurt Schäfer             | Hamburg       | 175             |
| 4     | Hubert Reddersen         | Hamburg       | 170,5           |
| 5     | Karl Streicher           | Kiel          | 168,5           |
| 6     | Rüger                    | Hamburg       | 167             |
| 7     | Hoffmann und Max Stebens | beide Hamburg | 163,5           |
| 8     | Baur                     | Hamburg       | 156,5           |
| 9     | Bestmann                 | Hamburg       | 154,5           |
| 10    | W. Schmidt               | Hamburg       | 153,5           |
| 11    | Ernst Jürgensen          | Hamburg       | 153             |